# پالاس (پسر اواندر)

جان اورت میلایس - آئنیاس و جسد پالاس ، انه‌اید ویرژیل را به تصویر کشیده است.

پالاس (انگلیسی: Pallas) در اسطوره‌شناسی روم، پسر پادشاه اواندر بود. در انه‌اید ویرژیل، ایواندر به پالاس اجازه می‌دهد تا با آئنیاس علیه روتولی‌ها بجنگد، آئنیاس او را می‌پذیرد و مانند پسرش آسکانیوس با او رفتار می‌کند.